# Siemen Top
Siemen Top (Grootegast, 8 augustus 1915 – Graafstroom, 28 september 1986) was een Nederlands politicus van de ARP.
Vanaf 1930 was hij tien jaar werkzaam bij de firma Woldring en Idema in Groningen. Daarna was hij voorzitter van het 'Algemeen Ziekenfonds Kampen' en daarnaast wethouder van Financiën, Sociale Zaken en Bedrijven te Kampen. In februari 1957 werd Top benoemd tot burgemeester van de Zuid-Hollandse gemeenten Brandwijk, Molenaarsgraaf en Wijngaarden wat hij zou blijven tot zijn pensionering in september 1980. Zes jaren later overleed hij. Zijn zoon Hendrik Top was van 1978 tot 2002 eveneens burgemeester.